# Gemelle Foglia
Le gemelle Giuseppina (Torino, 1958) e Santina Foglia (Torino, 1958 – 8 giugno 2022) sono due gemelle siamesi note per essere state separate all'età di 7 anni, con un'operazione chirurgica, la prima effettuata in Europa, nel maggio del 1965.

## Biografia
Figlie di Giuseppe Foglia ed Elide De Giovanni, i loro bacini erano uniti nella parte ossea sacrale ed inoltre avevano settori dell'apparato urinario e dell'apparato genitale in comune.
Il 10 maggio 1965, all'età di 7 anni, furono separate con una difficile operazione chirurgica (straordinaria per l'epoca) all'ospedale infantile Regina Margherita di Torino. L'intervento, il primo di quel genere eseguito con successo in Europa, fu opera di un'équipe di 24 medici fra chirurghi ed anestesisti, guidati gli uni dal professor Luigi Solerio e gli altri dal professor Enrico Ciocatto.
Dopo la separazione le gemelle dovettero abituarsi alla nuova condizione, imparando a camminare su due gambe, dopo anni trascorsi a muoversi nella posizione in cui erano state costrette dall'avere il bacino unito. Le due donne hanno continuato a vivere a Grazzano Badoglio: l'una ha lavorato come commessa di banca e l'altra, sposatasi, divenne madre nel 1992.